# Zeuxo vanhoeffeni
Zeuxo vanhoeffeni är en kräftdjursart som beskrevs av Jürgen Sieg 1980. Zeuxo vanhoeffeni ingår i släktet Zeuxo och familjen Tanaidae. Inga underarter finns listade i Catalogue of Life.